# Isopachys
Isopachys is een geslacht van hagedissen uit de familie skinken (Scincidae).

## Naam en indeling
De wetenschappelijke naam van de groep werd voor het eerst voorgesteld door Einar Lönnberg in 1916. Er zijn vier soorten die al lange tijd bekend zijn, de meest recent beschreven soort is Isopachys borealis uit 1990. Een aantal soorten behoorde eerder tot de geslachten Rhodana, Lygosoma en Ophioscincus.

## Uiterlijke kenmerken
Alle soorten zijn pootloos en hebben een wormachtig uiterlijk omdat ze niet zo groot worden. De lichaamslengte bedraagt 13 (Isopachys anguinoides) tot 33 centimeter (Isopachys gyldenstolpei) inclusief de staart. De staart is niet bij alle soorten verhoudingsgewijs even lang. Bij een aantal soorten is de staart iets langer of korter dan de kopromp-lengte, Isopachys borealis echter heeft een zeer korte staart.
De kop is moeilijk van het lichaam te onderscheiden door het ontbreken van een insnoering achter de kop. De ogen zijn klein, de gehooropeningen zijn verborgen en moeilijk zichtbaar. De schubben aan de snuit zijn dik en plaat-achtig. Deze aanpassing komt voor bij meer hagedissen en dient om beter te kunnen graven.

## Verspreiding en habitat
De hagedissen komen voor in delen van Azië en drie van de vier soorten leven endemisch in Thailand. Alleen Isopachys borealis komt daarnaast ook buiten Thailand voor in Myanmar.
De habitat bestaat uit bossen, waar de hagedissen onder houtblokken en omgevallen bomen schuilen. Ook rottende plantendelen worden gebruikt als rustplaats. Van Isopachys borealis is bekend dat er enige tolerantie is voor door de mens aangepaste gebieden, zoals plantages van zoete aardappel en dennenbomen.
Door de internationale natuurbeschermingsorganisatie IUCN is aan drie soorten een beschermingsstatus toegewezen. De skink Isopachys anguinoides wordt als 'veilig' (Least Concern of LC) beschouwd en de soorten Isopachys gyldenstolpei en Isopachys roulei staan te boek als 'onzeker' (Data Deficient of DD).

## Soorten
Het geslacht omvat de volgende soorten, met de auteur en het verspreidingsgebied.
| Naam                    | Auteur             | Verspreidingsgebied                           |
| ----------------------- | ------------------ | --------------------------------------------- |
| Isopachys anguinoides   | Boulenger, 1914    | Thailand (Chumphon, Prachuap Khiri Khan)      |
| Isopachys borealis      | Lang & Böhme, 1990 | Thailand (Kanchanaburi, Uthai-Thani), Myanmar |
| Isopachys gyldenstolpei | Lönnberg, 1916     | Thailand                                      |
| Isopachys roulei        | Angel, 1920        | Thailand                                      |